# Maximiano Lima
Maximiano César Gaspar Lima (Cardanha, Torre de Moncorvo, 22 de outubro de 1879 — Rio de Mouro, Sintra, 26 de março de 1952) foi um pároco português que esteve, alegadamente, juntamente com outros, envolvido no planeamento e execução da Noite Sangrenta. Foi, também, diretor do jornal "A  Época", e colaborador do "O Pyrilampo", "O Meio-Dia" e "Gazeta de Bragança".

## Biografia

### Primeiros anos de vida
Maximiano nasceu na povoação de Cardanha, concelho de Torre de Moncorvo, na província de Trás-os-Montes, a 22 de outubro de 1879, e batizado a 30 de outubro do mesmo ano, na Igreja Paroquial de Nossa Senhora da Oliveira. Vindo de uma condição social modesta, era filho de Justino Benedito Gaspar Lima, barbeiro, e de sua mulher Umbelina dos Reis da Silveira.
Fez os estudos preparatórios na Casa Apostólica de Guimarães, dirigida por jesuítas, e posteriormente vai para o Seminário Diocesano de Bragança.
Em 1902, juntamente com outros estudantes em Bragança, colabora no semanário "O Pyrilampo", tendo o seu primeiro número a 17 de maio e o último a 18 de agosto do mesmo ano.
No ano de 1903, ainda como seminarista no Seminário de Bragança, escreve o Sermão da Soledade, lido na Sé de Bragança.
Em 1904, mesmo ano que presencia a Revolta do Seminário de Bragança, finda o curso teológico e recebe ordens de presbítero. Escreve na folha académica quinzenal "O Meio-Dia", sendo o primeiro número de 5 de abril, e na "Gazeta de Bragança", folha semanal, regeneradora. Posteriormente a ser ordenado presbítero, vai paroquiar as paróquias de Souto da Velha (como encomendado pelo bispo D. José Alves de Mariz, de 2 de dezembro de 1904 a 21 de dezembro de 1906), Horta, Abreiro entre outras.

### Implantação da República
Na primeira década do século XX, com a crescente instabilidade social e política vivida no País, e após o Regicídio, é implantada a república em Portugal a 5 de outubro de 1910. Após a revolução e posterior consolidação do governo, em 1911 são feitas várias reformas administrativas e sociais em Portugal, muitas delas com cunho anticlerical, e antirreligioso. 
É possível que esta alteração social e política no País, juntamente com a instabilidade vivida, e com a sua formação académica e religiosa, tenham exacerbado em Maximiano as suas já convicções monárquicas e conservadoras.  
A 21 de setembro de 1911, é encomendado como o padre da paróquia de Amendoeira.
Em 1919, encontra-se em Lisboa, onde contacta com vários movimentos políticos conservadores e monárquicos. Nesse mesmo tempo, entra em contacto com um conterrâneo seu, Abel Olímpio, o futuro "Dente de Ouro". 
Durante esses tempos, vai pedindo a Abel que envie cartas e novas a sua família. Enquanto isso vão estreitando relações, tendo esse mesmo padre ajudado financeiramente Abel em várias situações.

## Envolvimento na Noite Sangrenta

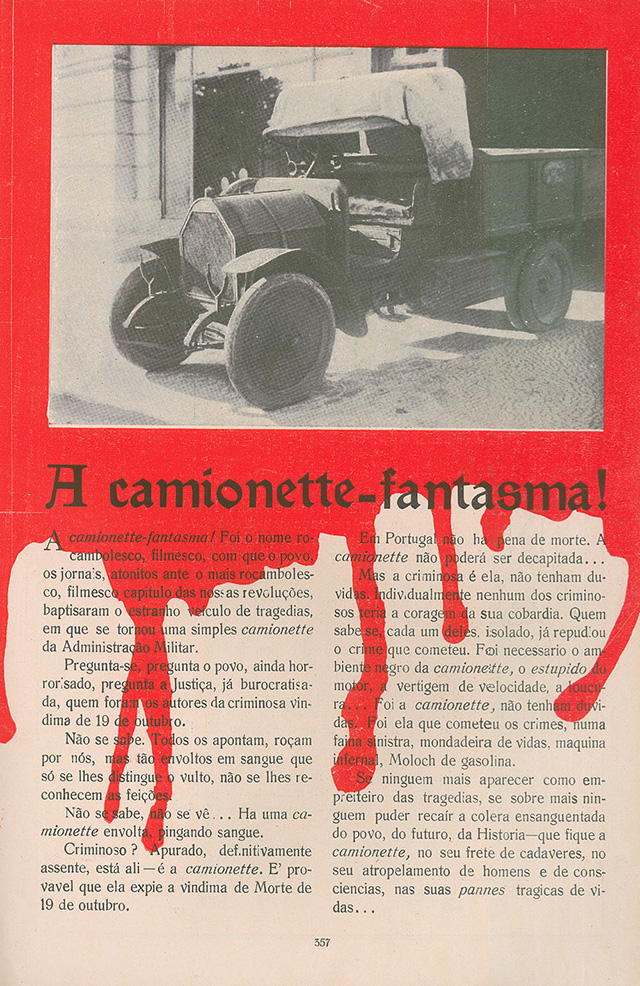
Artigo e fotografia sobre a Camioneta Fantasma que participou na Noite Sangrenta, "Ilustração Portuguesa" (21 de outubro de 1921)

De acordo com os inquéritos feitos por Berta Maia nos anos subsequentes aos massacres da Noite Sangrenta, o padre teria, alegadamente, contactos com um movimento monárquico que pretendia a restauração do Reino. Abel Olímpio ter-lhe ia, portanto, confessado e depois negado que havia sido aliciado pelo padre Maximiliano Lima, diretor na altura do jornal A Época. O padre Maximiano seria, portanto, o elo de ligação do movimento com os executantes dos assassinatos, que seriam comandados por Abel Olímpio.
Na manhã de 19 de outubro de 1921, Abel Olímpio desloca-se ao domicílio do padre Maximiano, onde retira da secretária do mesmo vários nomes, supostamente para serem assassinados. Dentro destes nomes, constava os de Machado Santos,José Carlos da Maia, António Granjo, entre outros.
Após a Noite Sangrenta, é criado um tribunal militar para se apurarem os responsáveis e os mandantes, no entanto não confirmaram nem desmentiram o envolvimento direto do padre Maximiano. Nunca houve confirmação do seu alegado envolvimento com os atos acontecidos na madrugada de 20 de outubro de 1921.

## Últimos anos
Apesar de nunca ter sido confirmado o seu envolvimento na Noite Sangrenta, a sua reputação foi permanentemente danificada, e portanto sai definitivamente de Lisboa. Foi de novo para Bragança, escrevendo ainda mas mantendo uma postura pública mais reservada. Em 1931, consta como pároco da paróquia de Cortiços.
Em 1948, pede uma pensão de ministro da Igreja Católica, que nunca há de receber.
O Padre Maximiano Lima faleceu de pneumonia lobar, na Casa de Saúde do Telhal, freguesia de Rio de Mouro, concelho de Sintra aos 73 anos, a 26 de maio de 1952, e foi sepultado no cemitério de Rio de Mouro.

## Representação
Na minissérie de 2010 da RTP "Noite Sangrenta", é representado por António Durães.